# Harbil
Harbil (àrab حربيل) és una comuna rural de la prefectura de Marràqueix de la regió de Marràqueix-Safi. Segons el cens de 2014 tenia una població total de 51.881 persones. Comprèn la nova vila de Tamansourt (ⵜⴰⵎⵏⵙⵙⵓⵔⵜ)